# 夏邦银
夏邦银（1935年1月—2001年12月9日），文化大革命时常写为夏帮银，湖北新洲人。1960年6月加入中国共产党。1958年6月至1976年11月是汉阳轧钢厂工人。文化大革命中是“钢工总”勤务组副组长，任湖北省革命委员会常委。是中共第九、十届中央委员。1976年11月接受组织审查。1977年11月开除党籍。1982年判处有期徒刑13年、剥夺政治权利三年。1989年获释。1990年7月至2000年5月被武汉钢铁公司招收为全民合同制工人。2001年12月9日去世。